# Немлиенко, Владимир Куприянович
Владимир Куприянович Немлиенко — советский агроном, селекционер растений, лауреат Сталинской премии.

## Биография
Работал на Полесской опытной станции. В 1933 году в составе группы учёных переведён в созданную Постановлением СНК СССР от 17.09.1933 Комплексную сельскохозяйственную станцию Нарымского Севера (с 1937 года Нарымская государственная селекционная станция).
Руководил группой селекции яровой пшеницы, которой была создана серия скороспелых сортов Северянка, Нарымская — 1, Нарымская — 3, Нарымская — 5, а также собран гибридный материал, послуживший основой для селекции в дальнейшем сортов Нарымская-246, Нарымская-159.
С 1937 года также возглавлял группу селекции гречихи.
Автор (совместно с В. Б. Овсянниковым, Б. И. Герасенковым) сорта тимофеевки луговой Нарымская (1955) и клевера лугового Нарымский Местный (1950).
В 1957 году упоминается как младший научный сотрудник Биологического института Западно-Сибирского филиала АН СССР.
В 1963 году упоминается как и. о. учёного секретаря Биологического института СО АН СССР (Новосибирск).

## Признание
- Сталинская премия второй степени (1946) — за выведение новых сортов зерновых и овощных культур и за научную разработку системы земледелия в условиях Северной таёжной зоны Сибири